# Ingeniería de la edificación

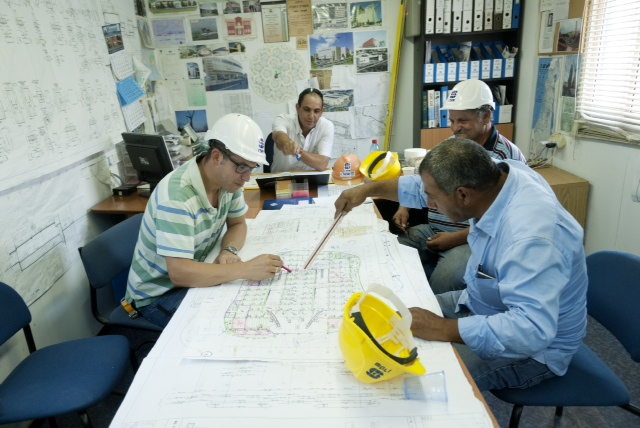
Ingenieros Ejecutivo

La ingeniería de la edificación «es el estudio y aplicación, por especialistas, de las diversas ramas de la tecnología aplicada a la edificación», y se entiende por edificio «aquella construcción fija, hecha con materiales resistentes, para habitación humana o para otros usos», según el Diccionario de la lengua española (Real Academia Española).
Se distinguen, dentro de la edificación, la edificación residencial (unifamiliar, horizontal, vertical...), industrial (naves, complejos, fábricas, bodegas, centros de distribución...), comercial (restaurantes, locales comerciales, oficinas...) e institucional (educativos, deportivos, religiosos, hospitales, culturales, recreativos...). A su vez, la edificación se puede clasificar como pública o privada.

## Profesión
En síntesis, la ingeniería de la edificación es la rama de la ingeniería civil que permite la materialización técnica del proceso edificatorio. Partiendo de una fase de conceptualización del edificio, el denominado proyecto básico, se suceden las distintas fases que configuran el desarrollo técnico del proceso, una fase estructural, otra fase encargada del desarrollo de las instalaciones, una fase centrada en la parte económica, una fase de definición constructiva, que mediante la dirección facultativa de la obra, permite llevar a cabo su materialización física, así como una fase destinada a la conservación del edificio; es decir referido a todas las fases que formen parte del ciclo vital de lo construido, desde la fase técnica proyectual, su ejecución, su mantenimiento y por último su demolición si es necesario.
A nivel profesional es una actividad que comprende un conjunto de diversas disciplinas que abarca la gestión del proceso de ejecución, la dirección de obra, así como la dirección de la ejecución material existente en España, el asesoramiento y consulta dentro del ámbito de la edificación, la proyección estructural e instalaciones de edificación, la gestión de proyectos, la gestión urbanística, la gestión de empresas constructoras, inmobiliarias y promotoras, el análisis y cálculo de costes y presupuestos, la gestión del uso, conservación y mantenimiento integral del edificio, así como todo lo relativo a la seguridad y salud laboral y control de calidad en obras de construcción.

## Formación académica
En inglés, en el ámbito académico, la ingeniería de la edificación está asociada a formaciones generalistas bajo los términos de Architectural Technology & Construction Management, principalmente en el Reino Unido e Irlanda, Building Engineering, principalmente en Canadá y Australia, Architectural Engineering, principalmente en los Estados Unidos, aunque también usado en el Reino Unido, asimismo el término Building Construction también es frecuente.
En lenguas latinas, especialmente en Europa, su denominación es homogénea, siendo el término usado el de ingeniero de la edificación, traducido a cada una de las respectivas lenguas, en italiano es ingegneria edile, en francés ingénierie du bâtiment, y en las diferentes lenguas españolas, ingeniería de la edificación en castellano , en euskera eraikunta ingeniaritza, en catalán o valenciano enginyeria de l'edificació, y por último en gallego es enxeñería da edificación.
En alemán la ingeniería de la edificación está vinculada al término de ingeniería civil o bauingenieur, y asociada a la construcción de estructuras bajo el término Hochbau y gestión de la construcción bajo el término Bauleiter, no obstante, la denominación para designar a esta ingeniería en los países de lengua alemana, tanto Alemania como Austria, es la de Ingenieurin für Hochbau, que traducido al castellano sería igual que en italiano o francés, ingeniería de la edificación, asimismo para designar su profesión en lengua inglesa, la denominación más común, en cualquier parte del mundo, es la de Building Engineering o ingeniería de la edificación.
Existen vías diferentes en su formación académica, actualmente la más desarrolla es la que parte de un título de formación generalista en ingeniería de la edificación, como en Francia, Italia, Australia, Canadá, Estados Unidos, Malasia o recientemente España, otra vía es como una especialidad o disciplina dentro de la titulación de ingeniería civil, bien como una especialización en el segundo ciclo, a través de un máster en Ingeniería de la edificación, bien como una titulación de grado asociada a la ingeniería de la construcción, que abarca tanto edificación como obra pública, o bien una titulación de grado asociada a la ingeniería estructural.
Históricamente, en algunos países, las actuales titulaciones en esta ingeniería han derivado de la formación de arquitecto, caso de Dinamarca o Finlandia, o bien del ingeniero civil. Asimismo, también es frecuente la doble titulación de Arquitecto-Ingeniero de la Edificación, como en Italia, España, Japón o Corea del Sur.
En la mayoría de los países desarrollados, y sobre todo en los países europeos de referencia, como Alemania, Francia o Italia, estas diferentes vías en su formación académica coexisten simultáneamente. En síntesis se podría hablar de tres figuras de referencia para entender esta ingeniería, las tres íntimamente relacionadas entre sí:
- El ingeniero de la edificación, más vinculado a la edificación de una manera integral, abarcando todo el proceso técnico.
- El ingeniero civil, más vinculado a las infraestructuras.
- El ingeniero de edificación-arquitecto, formación que vincula la arquitectura con su parte tecnológica.

Después del Proceso de Bolonia el período de formación académica, en la mayoría de los países integrantes, se distribuye en dos ciclos, un primer ciclo de tres años llamado Grado de 180 ETCS, y un segundo ciclo llamado Posgrado, formado por un máster habilitante de 180 ETCS y un doctorado, en muchos países aparte, existen másteres de especialización, una vez superado el periodo de Grado y máster correspondiente. Las excepciones las encontramos básicamente en el Reino Unido, Dinamarca, Polonia y España, en los tres primeros su periodo de formación responde a singularidades nacionales, en el caso de España, su periodo de formación había sido el 3 + 2, sin embargo después de la reforma se optó, por un acercamiento al modelo del Reino Unido o países dentro de la denominada angloesfera, y no al del resto de Europa, asimismo su oferta de másteres habilitantes es aleatoria, y responde a un sistema de profesiones reguladas sin homologación con el resto de Europa, siendo un obstáculo para la movilidad de sus estudiantes y profesionales.

## Países de referencia en Europa

### Alemania
| CICLO               | 3 + 2 años, con tres niveles educativos Bachelor, Master y Doctorat.                                                                                         |
| REGULACIÓN          | En Alemania la ingeniería de la edificación se desarrolla como disciplina dentro del término generalista de la ingeniería civil alemana o bauingenieurwesen. |
| CENTROS EDUCATIVOS  | |
| FORMACIÓN ACADÉMICA | Titulaciones universitarias |
| 1.-                 | Ingenieur für Hochbau - Ingenieur im Hochbau Bachelor en Ingenieur für Hochbau, de 180 ETCS + Master en Ingenieur für Hochbau, de 120 ETCS.                  |
| 2.-                 | Bauingenieurwesen Bachelor en Bauingenieurwesen, de 180 ETCS + Master en Bauingenieurwesen, de 120 ETCS.                                                     |

### Bélgica
| CICLO               | 3 + 2 años, con tres niveles educativos Bachelier, Master y Doctorat. |
| REGULACIÓN          | En Bélgica la ingeniería de la edificación se desarrolla en torno a la ingeniería civil, ofertada en Les Universités, y a la ingeniería industrial, ofertada en las Hautes Ecoles, y regulado en la comunidad francesa de Bélgica por el Arrêté du Gouvernement 05-10-07 y por el 17-11-06. En la comunidad flamenca de Bélgica su sistema de educación superior queda regulado en el Decreet van 4 april 2003 Archivado el 5 de marzo de 2016 en Wayback Machine. o Higher Education Act of 4 april 2003. |
| CENTROS EDUCATIVOS  | Sus centros de enseignement supérieu de referencia en Ingénieur Civil son la Université Catholique de Louvain, la Faculté des Sciences Appliquées de l'Université de Liège con programas como el de Bachelier en Ingénieur Civil (enlace roto disponible en Internet Archive; véase el historial, la primera versión y la última). y su Master Ingénieur Civil des Constructions (enlace roto disponible en Internet Archive; véase el historial, la primera versión y la última). o el de Bachelier en Ingénieur Civil Architecte (enlace roto disponible en Internet Archive; véase el historial, la primera versión y la última). y su Master en Ingénieur Civil Architecte (enlace roto disponible en Internet Archive; véase el historial, la primera versión y la última)., L'École Polytechnique de l'Université Libre de Bruxelles y la Faculté des Sciences de l'Ingénieur de l'Université de Gand. En Ingénieur industriel los centros de referencia son la Haute École Léonard De Vinci y la Haute École Roi Baudouin. |
| FORMACIÓN ACADÉMICA | Titulaciones universitarias |
| 1.-                 | Ingénierie Civil Architecte - Civiele Techniek Bouwkunde Bachelier en Sciences de l'Ingénieur - Ingénieur Civil Architecte, de 180 ETCS + Master en Sciences de l'Ingénieur-Ingénieur Civil Architecte, de 120 ETCS. |
| 2.-                 | Ingénierie des Construction Bachelier en Sciences Industrielles, de 180 ETCS + Master en Ingénieur Industriel des Construction, de 120 ETCS. |
| 3.-                 | Ingénierie Civil - Civiele Techniek Bachelor in Ingenieurswetenschappen/Bachelier en Sciences de l'Ingénieur - Ingénieur Civil, de 180 ETCS + Master Ingénieur Civil des Constructions, de 120 ETCS. |

### Dinamarca
| CICLO               | 3½ + 2 años, con tres niveles educativos Bachelor, Master y Doctorate. |
| REGULACIÓN          | El modelo de Dinamarca sirve de puente entre el modelo del Reino Unido y la Europa continental.                                                                                         |
| FORMACIÓN ACADÉMICA | Titulaciones universitarias |
| 1.-                 | Bygningskonstruktør - Architectural Technology and Construction Management Bachelor of Architectural Technology and Construction Management + Master Degree in Construction Management. |
| 2.-                 | Civil Ingeniør Bachelor of Civil Ingeniør + Master of Civil Ingeniør. |
| 3.-                 | Architectural Engineering Bachelor of Architectural Engineering + Master of Architectural Engineering                                                                                   |

### España
| CICLO                    | 4 + 1 años, con tres niveles educativos Grado, Máster y doctorado. |
| REGULACIÓN               | En España su regulación queda desarrollada por el Real Decreto 861/2010. Asimismo, existe una formación de corta duración muy especializada en España, llamada FP o Formación Profesional relacionada con la edificación, aunque no con el nivel de Ingeniería y sin ser de rango universitario, regulada en el Real Decreto 1128/2003 y modificado por el Real Decreto 1416/2005, con diversas familias profesionales reguladas en el Real Decreto 295/2004. La Familia Profesional Edificación y Obra Civil está complementada por el Real Decreto 872/2007. |
| CENTROS EDUCATIVOS       | Las universidades españolas de referencia en ingeniería de edificación son principalmente la Universidad de Burgos, la Universidad Politécnica de Madrid, la Universidad Politécnica de Cataluña, la Universidad de Navarra, la Universidad Pompeu Fabra, la Universidad Politécnica de Valencia, la Universidad de La Coruña, la Universidad Politécnica de Cartagena, la Universidad de Granada, la Universidad de Sevilla, la Universidad de Alicante, la Universidad Internacional de Cataluña y la Universidad de Zaragoza. Impartiendo los títulos de grado en Ingeniería de Edificación, grado en Arquitectura Técnica, grado en Edificación o grado en Arquitectura Técnica y Edificación, dependiendo del centro universitario del que se trate. |
| FORMACIÓN ACADÉMICA      | Titulaciones universitarias. Rama de conocimiento: Ingeniería y Arquitectura |
| 1.-                      | Ingeniería de la Edificación Grado en Ingeniería de la Edificación(Denominación utilizada en los títulos expedidos por algunas Universidades, como la Universidad Europea de Madrid o la Universidad Politécnica de Cartagena. En otras Universidades la denominación, debido a sentencia judicial fue modificada por otras ya mencionadas como Arquitectura Técnica y Edificación ); de 240 ETCS + Máster en Ingeniería de la Edificación. |
| 2.-                      | Arquitectura Grado en Arquitectura, de 300 ETCS + Máster Universitario en Arquitectura, de 60 ETCS (según RD. 861/2010) |
| 3.-                      | Ingeniería Civil Grado en Ingeniería Civil - Grado en Ingeniería de Obras Públicas, de 240 ETCS (según Orden CIN/307/2009) + Máster en Ingeniería de Caminos, Canales y Puertos. Grado en Tecnología de la Ingeniería Civil, de 240 ETCS + Máster en Ingeniería de Caminos, Canales y Puertos, de 120 ETCS (según Orden CIN/309/2009). Ciclo único de 6 años. |
| 4.-                      | Ingeniería Industrial Grado en Ingeniería Industrial, de 240 ETCS (según Orden CIN/351/2009) + Máster en Ingeniería Industrial. Grado en Ingeniería de Tecnologías Industriales, de 240 ETCS + Máster en Ingeniería Industrial, de 120 ETCS (según Orden CIN/311/2009). Ciclo único de 6 años. |
| 5.-                      | Ingeniería Agrónoma Grado en Ingeniería Agrícola, de 240 ETCS (según Orden CIN/323/2009 + Máster en Ingeniería Agronómica, de 120 ETCS Grado en Ingeniería Agronómica, de 240 ETCS + Máster en Ingeniería Agronómica, de 120 ETCS (según Orden CIN/325/2009. Ciclo único de 6 años. |
| HABILITACIÓN PROFESIONAL | En España la edificación queda regulada en la Ley de Ordenación de la Edificación, llamada LOE. |

### Francia
| CICLO                    | 3 + 2 años, con tres niveles educativos Licence (bac + 3), Master (bac + 5) y Doctorat (bac + 8). |
| REGULACIÓN               | En Francia su formación se estructura sobre la base de dos caminos formativos diferentes para alcanzar el título de Grado o Licence. Una vía responde a una formación de corta duración pero muy especializada, a través del BTS (Brevet de Techinicien Supérieur) y el DUT (Diplôme Universitaire de Technologie), de nivel bac + 2, que más las licences professionnelles en bâtiment et des travaux publics o Licence Pro en BTP, se alcanza la Licence de carácter bac + 3. La otra vía responde a una formación de larga duración y de carácter generalista, mediante un diplôme d´ingénierie du BTP, de ciclo único y con carácter bac + 5. En la Ecole Supérieure d'Ingénieurs des Travaux de la Construction esta formación está estructura en dos ciclos 2 + 3, hay acceso directo al segundo ciclo, mediante un module d´integration, si se ha cursado un BTS, un DUT o bien un diplôme de conducteur de travaux en una École Spéciale des Travaux Publics, du Bâtiment et de l'Industrie ESTP. Por otra parte está el Diplôme d'Ingénieur par l'Apprentissage de nivel bac + 5. La formación de Posgrado está formada por el Master Professionnel de carácter bac + 5, y cuyo requisito es estar en posesión de una Licence o bac + 3, y da acceso al Doctorat. Asimismo está el Mastèr Spécialisé de carácter bac + 6, cuyo requisito es estar en posesión de un nivel bac + 5. |
| CENTROS EDUCATIVOS       | En el Francia encontramos, en las Grandes Escuelas, escuelas de ingenieros, nivel bac + 5 : École nationale des ponts et chaussées (ENPC), École centrale de Paris (ECP), École nationale supérieure des Arts et Métiers (ENSAM) y otros École centrale de Lyon (ECL), Nantes, Lille, École Spéciale des Travaux Publics, du Bâtiment et de l'Industrie (ESTP), Institut national des sciences appliquées (INSA) en Lyon, Toulouse, Strasbourg. |
| FORMACIÓN ACADÉMICA      | Titulaciones universitarias |
| 1.-                      | Ingénierie du Bâtiment - Ingénierie du BTP Brevet de Techinicien Supérieur + Licence Professionnelle en Bâtiment et Construction (bac + 3) Licence + Máster en Ingénierie du Bâtiment (bac + 5) |
| 2.-                      | Ingénierie en Génie Civil Diplôme Universitaire de Technologie + Licence Professionnelle Génie Civil et Construction (bac + 3) Licence + Máster en Ingénierie en Génie Civil (bac + 5) |
| HABILITACIÓN PROFESIONAL | Esta ingeniería está asociada a la familia profesional de B7Z9 Ingénieurs du bâtiment et des travaux publics, chefs de chantier et conducteurs de travaux, según la nomenclature des familles professionnelles FAP-2009 y que engloba las profesiones de contrôle et diagnostic technique du bâtiment F1103, études géologiques F1105, ingénierie et études du BTP F1106, métré de la construction F1108, conduite de travaux du BTP F1201, direction de chantier du BTP , direction et ingénierie d'exploitation de gisements et de carrières F1204, sécurité et protection santé du BTPArchivado el 20 de diciembre de 2013 en Wayback Machine. y direction et ingénierie en entretien infrastructure et bâti I1101. |

### Italia
| CICLO                    | 3 + 2 años, con tres niveles educativos Laurea, Laurea Magistrale y Dottorato. |
| REGULACIÓN               | En Italia, el Decreto Ministeriale 270/04 divide la Laurea Magistrale en 43 clases y la Archivado el 28 de diciembre de 2013 en Wayback Machine. en 94 clases. La Ingegneria per l´Edilizia e il Territorio es una fusión de dos titulaciones, la Ingegneria Edile y la Ingegneria per L´Ambiente e il Territorio.                        |
| CENTROS EDUCATIVOS       | Las principales universidades en ingeniería de la edificación son la Università di Pisa, Università degli studi di Roma la Sapienza, Università degli Studi di Padova, Università di Bolonia, Università degli Studi di Firenze, el Politecnico di Milano, la Università degli Studi di Napoli Federico II y el Politecnico di Torino.    |
| FORMACIÓN ACADÉMICA      | Titulaciones universitarias |
| 1.-                      | Ingegneria Edile - Ingegneria dell´Edilizia Laurea (triennale) in Ingegneria Edile - Scienze e Tecniche dell´Edilizia (classe L-23), de 180 ETCS + Laurea Magistrale in Ingegneria dei Sistemi Edilizi (classe LM-24), de 120 ETCS. Laurea Magistrale in Ingegneria Edile e delle Costruzioni Civile (classe LM-24 y LM-23), de 120 ETCS. |
| 2.-                      | Ingegneria Edile - Architettura Laurea (Magistrale) a ciclo unico (quinquennale) in Ingegneria Edile - Architettura (classe LM-4 C.U.), de 300 ETCS . |
| 3.-                      | Ingegneria Civile Laurea (triennale) in Ingegneria Civile (classe L-07), de 180 ETCS + Laurea Magistrale in Ingegneria Civile (classe LM-23), de 120 ETCS. |
| HABILITACIÓN PROFESIONAL | La habilitación profesional se realiza a través del Esame di Stato regulado en el Decreto del Presidente della Repubblica 5 giugno 2001, n. 328. |

### Reino Unido
| CICLO                    | Ciclo de 4 + 1 o 2 años, con tres niveles educativos Bachelor, Master y Doctorate. |
| REGULACIÓN               | |
| CENTROS EDUCATIVOS       | En el Reino Unido encontramos, en las escuelas más prestigiosas, la titulación universitaria de Civil Engineering y la Architectural Engineering, también existe la Architectural Technology, y en menor medida la Construction Management, la Building Surveying, la Quantity Surveying, la Built Environment Management o la Building Services Engineering. Las universidades en Civil Engineering de referencia son University College London, la University of Southampton, la University of Bristol y el Imperial College London. En Architectural Engineering son la University of Edinburgh (ofertada como Structural Engineering with Architecture), The University of Sheffield, University of Leeds, Loughborough University, Cardiff University y la University of Strathclyde. En Architectural Technology son la Robert Gordon University, University of Ulster, Nottingham Trent University y la University of Brighton. Diversas especialidades en edificación se ofertan en la University of Reading. Se ofertan titulaciones en instalaciones de edificación, como la Building Services Engineering por la Newcastle University y la Architectural Environment Engineering por la University of Nottingham. La titulación de gestión de proyectos Bachelor of Science Project Management for Construction se oferta en la University College London. La titulación llamada Building Engineering es ofertada únicamente por la University of Westminster. |
| FORMACIÓN ACADÉMICA      | Titulaciones universitarias |
| 1.-                      | Architectural Technology |
| 2.-                      | Architectural Engineering - Structural Engineering with Architecture. Bachelor of Engineering in Architectural Engineering + Master in Architectural Engineering. |
| 3.-                      | Civil engineering |
| HABILITACIÓN PROFESIONAL | En este país el término Building Engineering está asociado más a la habilitación profesional que a su formación universitaria, cuyo término es usado para designar asociaciones relativas a esta ingeniería. Abarca figuras profesionales como el building surveyor o inspector de la construcción, el consulting engineer o ingeniero consultor, el design engineer o ingeniero de diseño, project manager o gestor de proyectos, construction manager o director de obra, cost engineer o ingeniero de costes, el facility manager o gestor inmobiliario, así como el safety Engineer o coordinador de seguridad e higiene. Asimismo también abarca profesiones vinculadas a su parte tecnológica y de investigación dentro de esta ingeniería. La habilitación profesional de la Architectural Engineeering está vinculada al Institution Structural Engineers. |

## Países de referencia en América

### Canadá
En Canadá existe la formación generalista de Ingeniero de Edificación que abarca de una forma plena todo el ámbito profesional de esta ingeniería, en su Máster Oficial en Ingeniería de Edificación hay una parte común en gestión económica y gestión de proyectos, y cuatro especialidades, la Building Environment (energía solar y renovables así como instalaciones en edificación), Building Science (tecnología de materiales, protección contra el fuego y rehabilitación constructiva), Building Structures (métodos de cálculo de estructuras, hormigón y acero estructural, cimentaciones dinámicas, diseño de estructuras industriales, así como rehabilitación estructural y refuerzos) y por último la Construction Management (planificación y control del proceso constructivo, así como gestión económica integral de la edificación).
- Building Engineering

Ciclo 4 + 1 años
Bachelor of Building Engineering (primer ciclo o Undergraduate de 4 años de 120 créditos)
Máster of Building Engineering (segundo cilo o Postgraduate de 1 año de 45 créditos)

### Latinoamérica
Dentro de Latinoamérica los países más representativos son Brasil, México, Colombia, Venezuela y Argentina, los cinco tienen un sistema educativo similar en lo que respecta a la regulación universitaria y profesional del ingeniero de edificación. El Ingeniero Civil latinoamericano abarca la disciplina profesional de la ingeniería de la edificación, el cual dirige, administra y supervisa, bajo previa planeación y estudio de costos y presupuestos, obras que pueden ser conjuntos habitacionales y edificios para oficinas, centros educativos, comerciales y recreativos, desarrollos turísticos o clínicas y hospitales. Así como planear, diseñar, construir, conservar y operar las estructuras de los edificios.
- Ingeniería Civil

Ciclo único 5 años
- Arquitectura

Ciclo único 5 años

## Países de referencia en Asia

### China
En China existe la formación universitaria de Ingeniería de Edificación, denominada en chino como 建築 工程學榮譽工學士 y traducida al inglés como Building Engineering. Esta ingeniería tiene tres especialidades desde el primer ciclo, dos tecnológicas, en instalaciones y estructuras de edificación, y otra en construcción y gestión del proceso de edificación.
- 建築 工程學榮譽工學士

ciclo 3 + 2 años
Construction Engineering and management
Building services engineering
Structural and Geotechnical engineering

### India
En India las dos titulaciones que abarcan el ámbito profesional de la ingeniería de edificación son la titulación de Building engineering and construction management, dentro de las escuelas de Arquitectura, e Ingeniería Civil, con diferentes especialidades desde su primer ciclo.
- Building Engineering & Construction Management (IE carácter generalista en tecnológica & gestión). Ciclo único de 5 años

Bachelor of Architecture
- Ingeniería Civil. Ciclo de 4 + 2 años

Structural Engineering
Geotechnical Engineering
En India los centros universitarios principales son el Indian institute of Science, el Indian Institute of Technology Kharagpur, así como el Apeejay Institute of Technology, School of Architecture & Planning.

## Países de referencia en Oceanía

### Australia
En Australia principalmente existen 2 titulaciones universitarias en el ámbito de la tecnología de la edificación de carácter generalista, llamadas Building Engineering y Architectural Engineering, que prácticamente son dos especialidades dentro de una misma titulación universitaria, en común tienen sus tres primeros años, habiendo dos especialidades en el tercer año, una en instalaciones y otra en estructuras, diferenciándose ambas en su cuarto año en algunas asignaturas, por parte de la Architectural Engineering, con un carácter más tecnológico, hay asignaturas en ampliación de diseño estructural y estructuras dinámicas, de acondicionamientos como iluminación arquitectónica y sistemas de instalaciones, así como instalaciones en la protección contra el fuego, y por parte de la Building Engineering, de carácter más de gestión y económico, sus asignaturas en el cuarto curso se centran en el análisis y gestión de proyectos, así como en el análisis y cálculo de costos y presupuestos. En el modelo australiano todas las atribuciones de la actividad profesional en Ingeniería de edificación se desarrollan en el primer ciclo, siendo el segundo ciclo o posgrado unos estudios complementarios (protección contra el fuego y seguridad o en el ámbito de la gestión e instalaciones eléctricas).
Además existe la titulación de Construction Management, titulación universitaria centrada básicamente en construcción y la gestión integral del proceso.
- Building Engineering - Architectural Engineering. Ciclo 4 + 1 años

Bachelor of Building Engineering (primer ciclo o undergraduate de 4 años)
Bachelor of Architectural Engineering (primer ciclo o undergraduate de 4 años)
Master of Engineering (segundo ciclo o postgraduate de 1 año)
- Construction Management. Ciclo 4 + 1 años

Bachelor of Construction Management (primer ciclo o undergraduate de 4 años)
Master of Construction Management (segundo ciclo o postgraduate de 1 año)
Las universidades principales en Ingeniería de Edificación en Australia son Victoria University of Technology y la University of Southern Queensland.